# Pordapor
Pordapor is een bestuurslaag in het regentschap Sumenep van de provincie Oost-Java, Indonesië. Pordapor telt 2659 inwoners (volkstelling 2010).